# Список делегатов XIX съезда КПСС
XIX съезд КПСС проходил с 5 октября по 14 октября 1952 года в зале заседаний Верховного Совета СССР в Москве.
Первый съезд партии после 13-летнего перерыва. Численность партии к этому времени составляла около 6 млн членов и около 900 тыс. кандидатов в члены партии. На съезде присутствовало 1359 делегатов, из них 1192 — с решающим голосом, и 167 — с совещательным голосом.

## Делегаты
| # А Б В Г Д Е Ё Ж З И К Л М Н О П Р С Т У Ф Х Ц Ч Ш Щ Э Ю Я |

## А
1. Абдуллаев, Ильяс Керим оглы
2. Абдуразаков, Малик Абдуразакович
3. Абрамов, Василий Герасимович
4. Абрамов, Григорий Григорьевич
5. Абрасимов, Пётр Андреевич
6. Абрасимова, Евдокия Николаевна
7. Авхимович, Николай Ефремович
8. Адилов, Ахмет Адилович
9. Азаров, Илья Ильич
10. Азизов, Миргарифан Замалеевич
11. Айо, Генрих Якович
12. Акимова, Софья Павловна
13. Аксёнов, Пётр Алексеевич
14. Алабышев, Александр Философович
15. Алекперов, Мамед Гамид оглы
16. Александров, Николай Михайлович
17. Алексеев, Алексей Иванович
18. Алексеев, Варсонофий Алексеевич
19. Алексенко, Геннадий Васильевич
20. Алекян, Гегам Багратович
21. Алёшин, Иван Павлович
22. Алимов, Ариф Алимович
23. Алов, Иван Андреевич
24. Алфёров, Павел Никитович
25. Алхимов, Алексей Степанович
26. Аманова, Бури Фазиловна
27. Амбарцумян, Виктор Амазаспович
28. Амиров, Жагпар
29. Ананьева, Любовь Ивановна
30. Ангелина, Прасковья Никитична
31. Андреев, Василий Андреевич
32. Андреева, Зоя Ананьевна
33. Андреева, Лариса Семёновна
34. Андреева, Надежда Николаевна
35. Андрианов, Василий Михайлович
36. Андрианов, Сергей Николаевич
37. Аношин, Иван Семёнович
38. Антонов, Алексей Иннокентьевич
39. Антонов, Константин Акимович
40. Антонов, Николай Дмитриевич
41. Антошкина, Елена Диомидовна
42. Анфимов, Сергей Филиппович
43. Апин, Эдгард Петрович
44. Аралов, Михаил Григорьевич
45. Аристов, Аверкий Борисович
46. Аристов, Александр Павлович
47. Аронов, Василий Петрович
48. Артемьев, Евгений Иванович
49. Артемьев, Павел Артемьевич
50. Артыгалиев, Шолак Артыгалиевич
51. Артюхин, Василий Иванович
52. Арутинов, Григорий Артемьевич
53. Арутюнян, Арамаис Багратович
54. Архипова, Зинаида Михайловна
55. Архипова, Таисия Ивановна
56. Ассовский, Владимир Павлович
57. Астахов, Алексей Матвеевич
58. Атабаев, Ходжагельды
59. Атаев, Какабай
60. Атаев, Реджепкулы
61. Атрощенко, Сергей Николаевич
62. Афанасенко, Евгений Иванович
63. Афанасьев, Илларион Афанасьевич
64. Афанасьев, Семён Петрович
65. Афонин, Иван Михайлович
66. Афонов, Иван Ильич
67. Ахазов, Тимофей Аркадьевич
68. Ахтямов, Шакир Ахметзянович
69. Ашимханов, Рашидбек Ашимханович
70. Ашуров, Нифтали Ашурли оглы

## Б
1. Бабаджанян, Амазасп Хачатурович
2. Бабаев, Сухан
3. Бабаевский, Семён Петрович
4. Бабич, Василий Иванович
5. Багаев, Сергей Иосифович
6. Багиров, Мир Джафар Аббас оглы
7. Баграмян, Иван Христофорович
8. Баев, Константин Петрович
9. Байбаков, Николай Константинович
10. Байков, Алексей Кондратьевич
11. Бакиров, Ибрагим
12. Баклаков, Александр Акимович
13. Бакрадзе, Валериан Минаевич
14. Балавадзе, Василий Константинович
15. Балавадзе, Максим Константинович
16. Баранов, Алексей Алексеевич
17. Баранов, Фёдор Павлович
18. Баратова, Кабилямо
19. Бармасов, Пётр Ефимович
20. Барчуков, Иван Михайлович
21. Баскаев, Дзамболат Тимофеевич
22. Баскаков, Михаил Иванович
23. Батов, Павел Иванович
24. Батыев, Газиз Гилимханович
25. Баштык, Юлиана Даниловна
26. Бегма, Василий Андреевич
27. Бездомов, Григорий Андреевич
28. Безруков, Григорий Семёнович
29. Безфамильная, Зинаида Ивановна
30. Бейсембаев, Масымхан
31. Белан, Роман Васильевич
32. Белобородов, Афанасий Павлантьевич
33. Белов, Алексей Николаевич
34. Белов, Павел Алексеевич
35. Белозёров, Семён Ефимович
36. Белоконь, Сергей Ефимович
37. Белостоцкий, Иван Степанович
38. Беляев, Николай Ильич
39. Беляков, Константин Дмитриевич
40. Беляускас, Феликсас Юргевич
41. Бенедиктов, Иван Александрович
42. Беспалов, Алексей Николаевич
43. Бещев, Борис Павлович
44. Бибиков, Василий Николаевич
45. Бирюзов, Сергей Семёнович
46. Бирюков, Алексей Сергеевич
47. Бирюков, Иван Ильич
48. Биссенек, Николай Яковлевич
49. Блаженов, Виктор Григорьевич
50. Блатов, Александр Петрович
51. Блятон, Николай Григорьевич
52. Бобков, Иван Васильевич
53. Боборыкин, Анастасий Лукич
54. Бобров, Александр Михеевич
55. Бобров, Николай Семёнович
56. Боброва, Наталья Дмитриевна
57. Богатырь, Захар Антонович
58. Богданов, Василий Дмитриевич
59. Богданов, Семён Ильич
60. Богданов, Сергей Васильевич
61. Бойцов, Иван Павлович
62. Болдин, Иван Васильевич
63. Болдонов, Иннокентий Александрович
64. Болдырёв, Пётр Яковлевич
65. Бондаренко, Алексей Дмитриевич
66. Бондарь, Ксения Евстафиевна
67. Борисенко, Анатолий Семёнович
68. Борисов, Семён Захарович
69. Борков, Геннадий Андреевич
70. Бородина, Раиса Феоктистовна
71. Ботвинов, Александр Игнатьевич
72. Боханов, Анатолий Иосифович
73. Бочагов, Архип Кузьмич
74. Бочкин, Андрей Ефимович
75. Брага, Марк Андронович
76. Брежнев, Леонид Ильич
77. Брейво, Борис Борисович
78. Бровкин, Степан Андреевич
79. Брусенцова, Марфа Игнатьевна
80. Бубновский, Никита Дмитриевич
81. Будённый, Семён Михайлович
82. Буджиашвили, Василий Дмитриевич
83. Буджиашвили, Константин Дмитриевич
84. Букин, Михаил Афанасьевич
85. Буланкин, Иван Николаевич
86. Буланов, Дмитрий Акимович
87. Буланов, Пётр Степанович
88. Булыга-Фадеев, Александр Александрович
89. Бунин, Константин Петрович
90. Бурдаков, Александр Степанович
91. Бурдаков, Семён Николаевич
92. Бурдейный, Алексей Семёнович
93. Буркацкая, Галина Евгеньевна
94. Бурков, Андрей Васильевич
95. Бурцев, Константин Иванович
96. Бутков, Василий Васильевич
97. Бутузов, Сергей Михайлович
98. Бызов, Алексей Петрович
99. Быков, Николай Фёдорович
100. Быков, Павел Борисович
101. Быкова, Полина Ефимовна
102. Быкова, Татьяна Александровна
103. Былбас, Василий Андреевич

## В
1. Вавилов, Михаил Михайлович
2. Вагапов, Сабир Ахмедьянович
3. Вагов, Алексей Власович
4. Валигура, Иван Трофимович
5. Ванденко, Леонид Степанович
6. Ванников, Борис Львович
7. Вараксин, Иван Прокофьевич
8. Варданян, Липарит Серобович
9. Варламов, Павел Акиндинович
10. Варвашеня, Иван Денисович
11. Василевский, Александр Михайлович
12. Васильев, Владимир Петрович
13. Васильев, Иван Фролович
14. Васильев, Михаил Степанович
15. Васильев, Роман Гаврилович
16. Васильев, Сергей Андреевич
17. Васильева, Мария Ивановна
18. Ваш, Иван Михайлович
19. Векшин, Константин Дмитриевич
20. Верёвкина, Ксения Игнатьевна
21. Вересова, Евгения Ивановна
22. Визгалова, Евдокия Фёдоровна
23. Виноградов, Константин Константинович
24. Виноградова, Лидия Мироновна
25. Вишневский, Дмитрий Константинович
26. Власенко, Леонид Андреевич
27. Власов, Андрей Иванович
28. Вовченко, Григорий Данилович
29. Водков, Аркадий Петрович
30. Вознюк, Василий Иванович
31. Волгин, Михаил Георгиевич
32. Волгина, Зинаида Петровна
33. Волков, Александр Петрович
34. Волков, Афанасий Софронович
35. Волков, Иван Алексеевич
36. Волкова, Вера Александровна
37. Волошин, Иван Митрофанович
38. Волошина, Мария Яковлевна
39. Воробьёв, Владимир Ильич
40. Ворона, Игнат Иванович
41. Воронов, Геннадий Иванович
42. Воронова, Галина Ивановна
43. Воронцов, Иван Иосифович
44. Вышинский, Андрей Януарьевич

## Г
1. Гагурин, Иван Фёдорович
2. Гаджиев, Назим Мамедович
3. Гаевой, Антон Иванович
4. Галаншин, Константин Иванович
5. Галицкий, Кузьма Никитович
6. Галкин, Лев Фёдорович
7. Галкин, Михаил Иванович
8. Галстян, Назани Саркисовна
9. Ганеев, Гиляз Камалетдинович
10. Ганенко, Иван Петрович
11. Ганиев, Хафиз
12. Гапий, Дмитрий Гаврилович
13. Гаранин, Василий Васильевич
14. Гармаш, Дарья Матвеевна
15. Гаршин, Василий Павлович
16. Гасанов, Гасан Мамед оглы
17. Гафуров, Бободжан Гафурович
18. Гвишиани, Михаил Максимович
19. Гетия, Шота Дмитриевич
20. Гладков, Михаил Иванович
21. Глазунов, Иван Ванифатьевич
22. Глухов, Викентий Тихонович
23. Гнедов, Алексей Трофимович
24. Гоголева, Мария Васильевна
25. Голик, Александр Захарович
26. Голиков, Филипп Иванович
27. Головко, Арсений Григорьевич
28. Голодушко, Захар Михайлович
29. Голощапов, Василий Филиппович
30. Голушко, Александр Кузьмич
31. Гончаров, Василий Андреевич
32. Гоптон, Дмитрий Иванович
33. Горбатов, Сергей Иванович
34. Горбунов, Тимофей Сазонович
35. Горбунова, Мария Нестеровна
36. Гордиенко, Михаил Акимович
37. Горобец, Иван Григорьевич
38. Горчаков, Андрей Иванович
39. Горшков, Иосиф Степанович
40. Горшков, Сергей Георгиевич
41. Горячев, Сергей Георгиевич
42. Горячев, Фёдор Степанович
43. Грачёв, Геннадий Иванович
44. Гречко, Андрей Антонович
45. Гречуха, Михаил Сергеевич
46. Григорьев, Захар Борисович
47. Григорян, Берсабе Александровна
48. Григорян, Вагинак Хачатурович
49. Григорян, Завен Тигранович
50. Гриценко, Александр Васильевич
51. Гришин, Анатолий Прокопьевич
52. Гришин, Виктор Васильевич
53. Гришин, Иван Тимофеевич
54. Гришко, Григорий Елисеевич
55. Громко, Владимир Павлович
56. Гросулов, Иван Алексеевич
57. Грустная, Анна Васильевна
58. Грушецкий, Иван Самойлович
59. Грыза, Алексей Андрианович
60. Грязнова, Мария Петровна
61. Губин, Владимир Владимирович
62. Губкин, Павлин Николаевич
63. Гудилин, Николай Петрович
64. Гудырёв, Афанасий Николаевич
65. Гужов, Николай Николаевич
66. Гули-заде, Мирзага Юзбаши оглы
67. Гуляев, Владимир Михайлович
68. Гунина, Любовь Николаевна
69. Гусев, Дмитрий Николаевич
70. Гусев, Иван Васильевич
71. Гусев, Михаил Ильич

## Д
1. Давыдов, Алексей Иосифович
2. Дадонов, Фёдор Никитич
3. Даниленко, Георгий Петрович
4. Данилкин, Константин Иванович
5. Данилов, Михаил Данилович
6. Даниялов, Абдурахман Даниялович
7. Дапкус, Модас Людо
8. Дауговет, Эрна Ивановна
9. Двужильная, Нина Михайловна
10. Девочкина, Вера Герасимовна
11. Дёгтев, Степан Иванович
12. Дедабришвили, Гюльнара Михайловна
13. Дейнега, Алексей Михайлович
14. Дейнега, Кирилл Алексеевич
15. Делба, Михаил Константинович
16. Дементьев, Георгий Гаврилович
17. Демидова, Александра Ивановна
18. Демшин, Илья Иванович
19. Демянцева, Ольга Ивановна
20. Денисенко, Алексей Иванович
21. Денисов, Георгий Аполлинарьевич
22. Десмитнек, Иван Иванович
23. Деханов, Николай Михайлович
24. Джавахишвили, Гиви Дмитриевич
25. Джубандыков, Сагидулла
26. Джуманазаров, Матеке
27. Джураев, Хасан
28. Дидук, Мария Лукьяновна
29. Дикамбаев, Казы Дикамбаевич
30. Дмитриев, Пётр Ильич
31. Дмитриева, Аграфена Ивановна
32. Добрынин, Григорий Прокофьевич
33. Довгопол, Виталий Иванович
34. Додхудоев, Назаршо
35. Додь, Феодосий Леонтьевич
36. Доркин, Василий Григорьевич
37. Доронин, Дмитрий Ефимович
38. Дроздецкий, Павел Гаврилович
39. Дроздов, Иван Матвеевич
40. Дрокин, Василий Дмитриевич
41. Дружинин, Владимир Николаевич
42. Дрянин, Виталий Филиппович
43. Дубинкин, Павел Семёнович
44. Дубковецкий, Фёдор Иванович
45. Дубовой, Дмитрий Николаевич
46. Дубовской, Фёдор Андреевич
47. Дудкин, Алексей Герасимович
48. Душин, Григорий Андреевич
49. Дьяков, Иван Алексеевич
50. Дьяченко, Демид Петрович
51. Дэльвин, Павел Илларионович
52. Дюсекенова, Нашха
53. Дядык, Иван Иванович

## Е
1. Евсеев, Вячеслав Николаевич
2. Евстратов, Фёдор Иванович
3. Егоров, Александр Николаевич
4. Егоров, Алексей Андреевич
5. Егорова, Елизавета Николаевна
6. Едильбаев, Измухаммед Едильбаевич
7. Еленевич, Борис Петрович
8. Елисабедашвили, Георгий Иванович
9. Елисеев, Пётр Никитич
10. Елькин, Андрей Васильевич
11. Елькина, Анна Михайловна
12. Емельянов, Александр Осипович
13. Ерасов, Фёдор Львович
14. Ерёменко, Александр Матвеевич
15. Ерёменко, Андрей Иванович
16. Ермолаев, Николай Дмитриевич
17. Ерошенко, Надежда Григорьевна
18. Ершов, Валентин Николаевич
19. Ефимов, Александр Павлович
20. Ефимов, Павел Иванович
21. Ефремов, Леонид Николаевич
22. Ефремов, Михаил Тимофеевич
23. Ефремова, Зинаида Дмитриевна
24. Ечек, Николай Борисович

## Ж
1. Жанбаев, Сагалбай
2. Жарич, Феодосий Григорьевич
3. Жданова, Татьяна Александровна
4. Жегалин, Иван Кузьмич
5. Жеребин, Николай Иванович
6. Живодёрников, Михаил Арсеньевич
7. Живулина, Наталья Александровна
8. Жиганов, Назиб Гаязович
9. Жигарев, Павел Фёдорович
10. Жимерин, Дмитрий Георгиевич
11. Житченко, Никандр Тихонович
12. Жуков, Александр Яковлевич
13. Жуков, Георгий Константинович
14. Жуков, Константин Павлович
15. Жуков, Михаил Алексеевич
16. Журавлёв, Иван Петрович
17. Журин, Николай Иванович

## З
1. Забалуев, Валентин Трофимович
2. Забалуев, Вячеслав Михайлович
3. Загафуранов, Файзрахман Загафуранович
4. Задвижкин, Александр Васильевич
5. Зайцев, Гавриил Фёдорович
6. Зайцев, Иннокентий Степанович
7. Зайцев, Леонид Иванович
8. Зайцева, Александра Ивановна
9. Закиева, Арфеня Вартановна
10. Закурдаев, Василий Иванович
11. Заложнев, Сергей Андреевич
12. Замчевский, Иван Константинович
13. Зарандия, Ясон Яковлевич
14. Засядько, Александр Фёдорович
15. Захаров, Матвей Васильевич
16. Захаров, Михаил Фёдорович
17. Захаров, Семён Егорович
18. Захарян, Вачакан Самсонович
19. Захватаев, Никанор Дмитриевич
20. Захидов, Тиша Захидович
21. Зверев, Арсений Григорьевич
22. Звиедрис, Мирдза Эдуардовна
23. Зенченко, Николай Сергеевич
24. Зимин, Михаил Николаевич
25. Зимянин, Михаил Васильевич
26. Золотухин, Михаил Иванович
27. Золотухин, Фёдор Фёдорович
28. Зорин, Иван Васильевич
29. Зуева, Валентина Афанасьевна
30. Зыков, Дмитрий Андреевич
31. Зязина, Ольга Васильевна

## И
1. Иванов, Василий Иванович
2. Иванов, Иван Александрович
3. Иванова, Валентина Алексеевна
4. Иванова, Домна Ивановна
5. Иванова, Елизавета Николаевна
6. Ивашутин, Пётр Иванович
7. Ивонин, Иван Павлович
8. Игнатов, Николай Григорьевич
9. Игнатов, Степан Андреевич
10. Игнатьев, Семён Денисович
11. Игнатьев, Сергей Парфёнович
12. Иконникова, Маргарита Семёновна
13. Илларионов, Афанасий Терентьевич
14. Илуридзе, Константин Михайлович
15. Ильичёв, Леонид Фёдорович
16. Имнадзе, Акакий Габриелович
17. Иноземцев, Павел Борисович
18. Инюшин, Михаил Васильевич
19. Исаев, Сергей Фёдорович
20. Исаев, Фёдор Семёнович
21. Искендеров, Мамед Абдул оглы
22. Ишантураева, Сара

## К
1. Кабанов, Андрей Михайлович
2. Кабанов, Иван Григорьевич
3. Кабанов, Сергей Иванович
4. Каде, Халид Баткериевич
5. Кадыров, Азиз Мавлянович
6. Казакевич, Даниил Васильевич
7. Казанец, Иван Павлович
8. Казнов, Фёдор Васильевич
9. Казьмин, Николай Дмитриевич
10. Кайсаканов, Арынгазы
11. Калинин, Николай Владимирович
12. Калинников, Александр Сергеевич
13. Калнберзин, Ян Эдуардович
14. Кальченко, Никифор Тимофеевич
15. Кальченко, Степан Власович
16. Камалов, Сабир
17. Камбаров, Турсун
18. Каменев, Пётр Ильич
19. Канапин, Амир Канапинович
20. Канделаки, Реваз Северьянович
21. Кандрёнков, Андрей Андреевич
22. Канунников, Михаил Яковлевич
23. Капитонов, Иван Васильевич
24. Капралов, Пётр Михайлович
25. Караваев, Константин Семёнович
26. Караллов, Алексей Петрович
27. Карапетян, Саак Карапетович
28. Карапина, Татьяна Николаевна
29. Каратань, Матрёна Авксентьевна
30. Карая, Мария Михайловна
31. Карбовничий, Василий Артёмович
32. Каргов, Василий Александрович
33. Карданов, Замихшери Касимович
34. Каржаубаев, Габдулла Шалкарович
35. Карибжанов, Фазыл
36. Каримов, Мустафа Сафич
37. Карлов, Владимир Алексеевич
38. Карпов, Василий Иванович
39. Карпович, Екатерина Николаевна
40. Карсыбаев, Шакир
41. Касимов, Дмитрий Васильевич
42. Каснаускайте, Эугения Юлионовна
43. Катков, Фёдор Григорьевич
44. Каткова, Мария Александровна
45. Катуков, Михаил Ефимович
46. Каширин, Антон Власович
47. Квасов, Григорий Васильевич
48. Квашнин, Александр Павлович
49. Керимбаев, Даниял
50. Керимова, Захра Адигезал кызы
51. Кецховели, Захарий Николаевич
52. Кидин, Александр Николаевич
53. Кикнадзе, Григорий Семёнович
54. Кириленко, Андрей Павлович
55. Кириллов, Сергей Петрович
56. Кириченко, Алексей Илларионович
57. Кирпичёв, Фёдор Александрович
58. Киселёв, Виктор Иванович
59. Киселёв, Геннадий Алексеевич
60. Киселёв, Николай Васильевич
61. Киселёв, Тихон Яковлевич
62. Кислов, Василий Михайлович
63. Кислякова, Мария Васильевна
64. Клепиков, Иван Фёдорович
65. Клещёв, Алексей Ефимович
66. Клименко, Василий Константинович
67. Климов, Иван Фролович
68. Князев, Алексей Фёдорович
69. Князев, Василий Фёдорович
70. Кобец, Александр Аврамович
71. Кобзев, Иван Алексеевич
72. Кобыльченко, Николай Трофимович
73. Ковалёв, Михаил Сергеевич
74. Ковалёв, Николай Николаевич
75. Ковалевский, Григорий Павлович
76. Коваленко, Григорий Ефремович
77. Коваль, Алексей Григорьевич
78. Коваль, Фёдор Тихонович
79. Ковпак, Сидор Артёмович
80. Когтева, Валентина Фёдоровна
81. Кодица, Иван Сергеевич
82. Кожедуб, Иван Никитович
83. Козланюк, Пётр Степанович
84. Козлов, Александр Николаевич
85. Козлов, Алексей Иванович
86. Козлов, Алексей Иванович
87. Козлов, Василий Иванович
88. Козлов, Марк Александрович
89. Козлов, Фрол Романович
90. Койначёнок, Митрофан Павлович
91. Коканбаев, Фазыл
92. Кокарев, Александр Акимович
93. Кокорев, Павел Антонович
94. Коленов, Александр Васильевич
95. Колобов, Николай Романович
96. Колотошин, Николай Сергеевич
97. Колпаков, Влас Иванович
98. Колпакчи, Владимир Яковлевич
99. Колущинский, Евгений Петрович
100. Комаров, Иван Иванович
101. Комзин, Иван Васильевич
102. Компанец, Иван Данилович
103. Комяхов, Василий Григорьевич
104. Конарев, Михаил Устинович
105. Кондратенко, Андрей Павлович
106. Кондрашков, Константин Иванович
107. Кондучалова, Кулуйпа
108. Конев, Иван Степанович
109. Копейкин, Пётр Ефимович
110. Копылов, Сергей Степанович
111. Копышев, Иван Николаевич
112. Корелина, Фаина Васильевна
113. Корепанов, Павел Петрович
114. Корепанов, Семён Павлович
115. Корешков, Михаил Егорович
116. Корнеев, Василий Никифорович
117. Корнейчук, Александр Евдокимович
118. Корниец, Леонид Романович
119. Коробов, Илья Иванович
120. Коровецкая, Наталья Никифоровна
121. Корольков, Геннадий Павлович
122. Коротков, Арсений Васильевич
123. Коротков, Сергей Ксенофонтович
124. Коротченко, Демьян Сергеевич
125. Корчагин, Павел Николаевич
126. Корчин, Михаил Николаевич
127. Коршунов, Иван Осипович
128. Космилин, Александр Григорьевич
129. Косов, Василий Владимирович
130. Костаков, Владимир Никитович
131. Косыгин, Алексей Николаевич
132. Котелевец, Пётр Еремеевич
133. Кочарян, Людвик Михакович
134. Кочергов, Василий Никитович
135. Кочетов, Всеволод Анисимович
136. Кочинян, Антон Ервандович
137. Кочкорбаев, Изак
138. Кочлавашвили, Александр Иванович
139. Кочламазашвили, Иосиф Дмитриевич
140. Кошелев, Никита Васильевич
141. Красильников, Николай Александрович
142. Крашенинников, Михаил Васильевич
143. Крейзер, Яков Григорьевич
144. Кременицкий, Виктор Александрович
145. Крестьянинов, Василий Иванович
146. Кривопустов, Иван Порфирьевич
147. Криулин, Георгий Ермолаевич
148. Кротов, Виктор Александрович
149. Круглов, Сергей Никифорович
150. Круглов, Сергей Иванович
151. Кругляк, Филипп Каленикович
152. Круминьш, Вилис Карлович
153. Крупеня, Василий Никитич
154. Крылов, Николай Иванович
155. Крюков, Дмитрий Николаевич
156. Кубарев, Василий Николаевич
157. Кубряков, Николай Васильевич
158. Кувыкин, Степан Иванович
159. Кузин, Михаил Иванович
160. Кузнецов, Василий Васильевич
161. Кузнецов, Григорий Васильевич
162. Кузнецов, Иван Алексеевич
163. Кузнецов, Константин Иванович
164. Кузнецов, Михаил Васильевич
165. Кузнецов, Михаил Михайлович
166. Кузнецов, Николай Герасимович
167. Кузнецов, Николай Дмитриевич
168. Кузнецов, Фёдор Федотович
169. Кузнецова, Антонина Васильевна
170. Кузьменко, Михаил Григорьевич
171. Куксова, Галина Игнатьевна
172. Кулаков, Николай Михайлович
173. Кулаков, Фёдор Давыдович
174. Кулатов, Турабай
175. Кулиев, Теймур Имам Кули оглы
176. Куликов, Владимир Иванович
177. Куликов, Кузьма Иванович
178. Кулинич, Иван Иванович
179. Кулов, Кубади Дмитриевич
180. Кулухов, Илья Давидович
181. Куманёк, Порфирий Фомич
182. Кунаев, Динмухамед Ахмедович
183. Купревич, Василий Феофилович
184. Курасов, Владимир Васильевич
185. Курбангулов, Хаби Лукманович
186. Курбанов, Рахманкул Курбанович
187. Куринный, Иван Терентьевич
188. Куроедов, Владимир Алексеевич
189. Курчицкая, Ксения Васильевна
190. Кутумова, Кулымонан
191. Кутунов, Александр Иванович
192. Кутырёв, Алексей Михайлович
193. Куусинен, Отто Вильгельмович
194. Кухарев, Владимир Иванович
195. Кухарева, Евдокия Артёмовна
196. Кучерова, Анна Васильевна
197. Кучкин, Фёдор Кирьякович
198. Кэбин, Иван Густавович

## Л
1. Лаврентьева, Наталья Ивановна
2. Лагеев, Забиулах Гаджиевич
3. Ладанов, Пётр Фёдорович
4. Ладейщиков, Сергей Васильевич
5. Лапкин, Пётр Афанасьевич
6. Лаптев, Николай Васильевич
7. Лаптева, Лидия Александровна
8. Ларионов, Алексей Николаевич
9. Латунов, Иван Сергеевич
10. Латышев, Пётр Михайлович
11. Лацис, Вилис Тенисович
12. Лашкарашвили, Тамара Васильевна
13. Лебедев, Виктор Николаевич
14. Лебедев, Дмитрий Петрович
15. Лебедев, Иван Кононович
16. Лебедев, Николай Георгиевич
17. Лебедев, Павел Георгиевич
18. Лебедева, Зинаида Александровна
19. Левченко, Иван Ефимович
20. Левченко, Иван Федотович
21. Лелюшенко, Дмитрий Данилович
22. Леонов, Дмитрий Сергеевич
23. Лепёшкин, Александр Никифорович
24. Лигачёв, Алексей Ильич
25. Лизунов, Пётр Михайлович
26. Липитюк, Александр Иванович
27. Лисняк, Павел Яковлевич
28. Литвинов, Виктор Яковлевич
29. Литвинцев, Тимофей Семёнович
30. Лобанов, Владимир Васильевич
31. Лобанок, Владимир Елисеевич
32. Лобачёв, Николай Фёдорович
33. Лобов, Евгений Петрович
34. Логвиненко, Александр Титович
35. Логинов, Фёдор Георгиевич
36. Лозановская, Лидия Дмитриевна
37. Ломовцев, Александр Петрович
38. Лопатин, Иван Яковлевич
39. Лоскутов, Василий Григорьевич
40. Лоскутов, Иван Кузьмич
41. Лубенников, Леонид Игнатьевич
42. Лукашин, Пётр Тимофеевич
43. Лукьянёнок, Николай Викентьевич
44. Лукьянов, Алексей Николаевич
45. Лукьянов, Владимир Васильевич
46. Лукьянова, Мария Фёдоровна
47. Лучинский, Александр Александрович
48. Лыкова, Лидия Павловна
49. Люскова, Александра Евгеньевна
50. Лютостанский, Степан Степанович
51. Ляудис, Казимерас Францевич
52. Ляшко, Александр Павлович

## М
1. Мазин, Александр Ильич
2. Мазуров, Кирилл Трофимович
3. Майборода, Владимир Дмитриевич
4. Макаревский, Александр Иванович
5. Макаров, Иван Васильевич
6. Макарова, Анастасия Афанасьевна
7. Макарова, Анна Андрияновна
8. Макеев, Георгий Андреевич
9. Макеева, Мария Кузьминична
10. Макеева, Полина Георгиевна
11. Максимова, Лидия Никитична
12. Малахов, Ксенофонт Михайлович
13. Маленкин, Андрей Сергеевич
14. Малинина, Прасковья Андреевна
15. Малиновский, Родион Яковлевич
16. Малущенко, Митрофан Егорович
17. Малышев, Вячеслав Александрович
18. Мальгин, Василий Иванович
19. Мальцев, Терентий Семёнович
20. Мамедова, Амангюль
21. Мамонов, Фёдор Антонович
22. Мансурова, Саадат
23. Маридашвили, Софья Андреевна
24. Марисов, Валерий Константинович
25. Марков, Алексей Николаевич
26. Марков, Василий Сергеевич
27. Мартыненко, Иван Михайлович
28. Мартынов, Серафим Владимирович
29. Марфин, Алексей Ильич
30. Марченко, Иван Тихонович
31. Маслов, Василий Алексеевич
32. Масулис, Юрис Андреевич
33. Матвеев, Яков Антонович
34. Матвеева, Антонина Васильевна
35. Материкова, Мария Прокофьевна
36. Матросова, Клавдия Герасимовна
37. Матюшин, Сергей Васильевич
38. Махмудов, Арзи
39. Мачульский, Роман Наумович
40. Машеров, Пётр Миронович
41. Машков, Александр Алексеевич
42. Мгеладзе, Акакий Иванович
43. Медведев, Иван Александрович
44. Меджидов, Магомед Меджидович
45. Мелихов, Александр Павлович
46. Мелкадзе, Валериан Ираклиевич
47. Мельник, Григорий Андреевич
48. Мельник, Дмитрий Никанорович
49. Мельник, Иван Александрович
50. Мельников, Александр Георгиевич
51. Мельников, Игорь Анатольевич
52. Мельников, Леонид Георгиевич
53. Мельников, Роман Ефимович
54. Мельников, Семён Иванович
55. Мелюченко, Виктор Кузьмич
56. Мерецков, Кирилл Афанасьевич
57. Меримаа, Отто Оттович
58. Меркулов, Сергей Александрович
59. Месропов, Сергей Андреевич
60. Мехнецов, Фёдор Сергеевич
61. Мешков, Николай Иванович
62. Мжаванадзе, Василий Павлович
63. Минаев, Филипп Прокопьевич
64. Мирза-Ахмедов, Мансур
65. Миронова, Зоя Васильевна
66. Миронова, Раиса Ивановна
67. Мирошниченко, Иннокентий Николаевич
68. Митраков, Иван Лукич
69. Митюшкин, Вениамин Васильевич
70. Михайлов, Иван Петрович
71. Михайлов, Николай Александрович
72. Михайлов, Семён Васильевич
73. Михайлов, Христофор Семёнович
74. Михин, Василий Николаевич
75. Мицкевич, Константин Михайлович
76. Моликов, Сергей Иванович
77. Молоснова, Татьяна Васильевна
78. Морданенко, Мария Васильевна
79. Мордовец, Иосиф Лаврентьевич
80. Морковин, Сергей Макарович
81. Морозов, Николай Георгиевич
82. Морозов, Пётр Иванович
83. Морозов, Пётр Фёдорович
84. Морозова, Евгения Семёновна
85. Мосалов, Николай Иванович
86. Москаленко, Кирилл Семёнович
87. Москатов, Пётр Георгиевич
88. Москвин, Василий Арсентьевич
89. Мошаров, Яков Васильевич
90. Мошников, Иван Васильевич
91. Мужицкий, Александр Михайлович
92. Муратов, Зиннят Ибетович
93. Муртазаев, Каюм
94. Мурысев, Александр Сергеевич
95. Мусанабиева, Айшат Садыковна
96. Мустаев, Закир Шакирович
97. Мустафаев, Имам Дашдемир оглы
98. Мухамедгалиев, Фазул Мухамедгалиевич
99. Мухановский, Николай Сергеевич
100. Мухитдинов, Нуритдин Акрамович
101. Мухитдинова, Халима
102. Мыларщиков, Владимир Павлович
103. Мюрисеп, Алексей Александрович

## Н
1. Набиуллин, Валей Газеевич
2. Назаренко, Иван Дмитриевич
3. Найдек, Леонтий Иванович
4. Наймушин, Иван Иванович
5. Налоев, Евгений Иванович
6. Наугольный, Алексей Андреевич
7. Начинкин, Николай Александрович
8. Недилько, Алексей Тимофеевич
9. Недосекин, Виктор Иванович
10. Неклюдов, Алексей Иванович
11. Некрасов, Константин Сергеевич
12. Некрасова, Лидия Ивановна
13. Несмеянов, Александр Николаевич
14. Нехорошев, Сергей Дмитриевич
15. Низовцев, Стефан Алексеевич
16. Никитенко, Мария Степановна
17. Николаев, Борис Фёдорович
18. Николаев, Константин Кузьмич
19. Николаев, Степан Герасимович
20. Николаев, Фёдор Фёдорович
21. Николаенко, Евгений Макарович
22. Нигматшаев, Камалитдин
23. Ниязов, Амин Ирматович
24. Новиков, Антон Яковлевич
25. Новиков, Георгий Исидорович
26. Новиков, Николай Дмитриевич
27. Новиков, Роман Григорьевич
28. Новиков, Семён Михайлович
29. Новиков, Трофим Михайлович
30. Новикова, Елизавета Степановна
31. Новикова, Ольга Николаевна
32. Носенков Александр Васильевич
33. Нурмагамбетов, Башир Нурмагамбетович
34. Нурумбаева, Махфуза Саларовна

## О
1. Обносов, Пётр Степанович
2. Оборотов, Василий Ильич
3. Овезов, Балыш
4. Овсянников, Виктор Николаевич
5. Огородникова, Мария Ивановна
6. Одишария, Тамара Афанасьевна
7. Озарский, Эдуард Иосифович
8. Олейник, Фёдор Иванович
9. Онищенко, Вадим Прохорович
10. Опутин, Геннадий Георгиевич
11. Органов, Николай Николаевич
12. Орлов, Михаил Анатольевич
13. Орлов, Михаил Леонидович
14. Орлова, Елена Михайловна
15. Осётров, Алексей Иосифович
16. Осин, Николай Лаврентьевич
17. Осинцев, Михаил Александрович
18. Осипов, Георгий Иванович
19. Осипов, Иван Васильевич
20. Осипова, Анастасия Ивановна
21. Ососков, Валентин Иванович
22. Остапенко, Филимон Петрович
23. Охремчик, Аркадий Васильевич
24. Очиров, Дагба Доржиевич

## П
1. Павленко, Елена Степановна
2. Павлов, Александр Спиридонович
3. Павлов, Григорий Петрович
4. Палагутин, Семён Владимирович
5. Палецкая, Анна Степановна
6. Палий, Феодосий Иванович
7. Палладин, Александр Владимирович
8. Пальчиков, Гавриил Фёдорович
9. Панев, Зосима Васильевич
10. Панков, Иван Александрович
11. Панкратов, Фёдор Семёнович
12. Пантелеев, Юрий Александрович
13. Пантелюк, Юрий Иосифович
14. Пантиков, Пётр Петрович
15. Панькин, Иван Степанович
16. Папагин, Василий Тимофеевич
17. Папин, Александр Иванович
18. Папин, Кузьма Андреевич
19. Паршин, Александр Андреевич
20. Патоличев, Николай Семёнович
21. Патрушев, Михаил Маркович
22. Пахомов, Семён Иосифович
23. Пацко, Семён Константинович
24. Пашкевич, Василий Васильевич
25. Пегов, Анатолий Михайлович
26. Пегов, Николай Михайлович
27. Первухин, Михаил Георгиевич
28. Перекрестов, Григорий Никифорович
29. Перманов, Курбан
30. Перова, Феодосия Стефановна
31. Петров, Валентин Григорьевич
32. Петров, Виктор Викторович
33. Петров, Иван Фёдорович
34. Петров, Константин Яковлевич
35. Петрова, Анна Александровна
36. Петрухин, Сергей Алексеевич
37. Петряков, Алексей Николаевич
38. Петухов, Демид Аксёнович
39. Петухов, Константин Дмитриевич
40. Петухова, Любовь Яковлевна
41. Пигурнов, Афанасий Петрович
42. Пидтыченко, Мария Максимовна
43. Пизнак, Фёдор Иванович
44. Пирогов, Николай Иванович
45. Пичугин, Александр Георгиевич
46. Плетнёв, Семён Гаврилович
47. Плетнёва, Елена Георгиевна
48. Плиев, Исса Александрович
49. Плоцкий, Михаил Семёнович
50. Подгорный, Иван Дмитриевич
51. Подгорный, Николай Викторович
52. Подельщиков, Григорий Васильевич
53. Позаненко, Василий Васильевич
54. Покрышкин, Александр Иванович
55. Полимбетов, Сейтжан
56. Политико, Василий Тихонович
57. Полторан, Иван Яковлевич
58. Полынин, Фёдор Петрович
59. Поляков, Владимир Сергеевич
60. Полянский, Дмитрий Степанович
61. Полянских, Зоя Александровна
62. Померанцев, Геннадий Александрович
63. Пономарёв, Владимир Николаевич
64. Пономарёв, Константин Николаевич
65. Пономаренко, Пантелеймон Кондратьевич
66. Попелугина, Анастасия Семёновна
67. Попов, Андрей Андреевич
68. Попов, Василий Сергеевич
69. Попов, Георгий Иванович
70. Попов, Маркиан Михайлович
71. Поскрёбышев, Александр Николаевич
72. Посмитный, Макар Анисимович
73. Поспелов, Пётр Николаевич
74. Постовалов, Сергей Осипович
75. Потапов, Григорий Николаевич
76. Поттосин, Василий Вениаминович
77. Поченков, Кондрат Иванович
78. Почупайло, Яков Гурьевич
79. Прасс, Филипп Михайлович
80. Проданюк, Николай Дмитриевич
81. Прокконен, Павел Степанович
82. Прокофьев, Василий Андреевич
83. Пронин, Алексей Михайлович
84. Проскурин, Алексей Дмитриевич
85. Прохоров, Василий Ильич
86. Прохоров, Василий Петрович
87. Прохоров, Николай Иванович
88. Прошунин, Николай Эммануилович
89. Пруденский, Герман Александрович
90. Псарёва, Елизавета Николаевна
91. Пуголовкин, Валерий Васильевич
92. Пузанов, Александр Михайлович
93. Пузанов, Лев Илларионович
94. Пурин, Георгий Карпович
95. Пушнов, Анатолий Алексеевич
96. Пчеляков, Александр Павлович
97. Пшеницын, Николай Николаевич
98. Пысин, Константин Георгиевич
99. Пышкин, Иван Кузьмич

## Р
1. Радецкий, Николай Антонович
2. Радченко, Яков Григорьевич
3. Раев, Олег Евгеньевич
4. Радзиевский, Алексей Иванович
5. Раздухов, Юрий Иванович
6. Раззаков, Исхак Раззакович
7. Разуваев, Александр Александрович
8. Рапопорт, Яков Давидович
9. Рапохин, Алексей Архипович
10. Расулов, Джабар Расулович
11. Рахманов, Мадраим Рахманович
12. Рахматулаев, Ганибай
13. Рашидов, Шараф Рашидович
14. Рева, Кузьма Иванович
15. Реснин, Василий Иванович
16. Ретивой, Всеволод Сергеевич
17. Ретнёв, Кузьма Фёдорович
18. Решетняк, Филипп Нестерович
19. Рза-Кулиев, Юсуф Абдул оглы
20. Ристмяги, Эрнст Вильгельмович
21. Рогинец, Михаил Георгиевич
22. Родимцев, Александр Ильич
23. Родин, Дмитрий Кузьмич
24. Родионов, Александр Иванович
25. Родионов, Борис Евгеньевич
26. Родионов, Владимир Дмитриевич
27. Родионов, Николай Николаевич
28. Родионов, Павел Васильевич
29. Рожнева, Мария Ивановна
30. Рожнова, Пелагея Ивановна
31. Романов, Дмитрий Васильевич
32. Романов, Николай Александрович
33. Романюк, Устина Никифоровна
34. Ромашков, Андрей Павлович
35. Ромелашвили, Давид Захарьевич
36. Рубанов, Степан Ульянович
37. Рудаков, Александр Петрович
38. Руденко, Алексей Иванович
39. Руденко, Гавриил Митрофанович
40. Руденко, Роман Андреевич
41. Рудич, Михаил Антонович
42. Руднев, Николай Николаевич
43. Рудницкий, Николай Васильевич
44. Рудь, Герасим Яковлевич
45. Рукович, Никита Иванович
46. Румянцев, Александр Михайлович
47. Румянцев, Иван Владимирович
48. Румянцев, Сергей Степанович
49. Руоколайнен, Маргарита Оскаровна
50. Рупасов, Яков Архипович
51. Русских, Виктор Александрович
52. Рыбаков, Григорий Михайлович
53. Рыбальченко, Степан Дмитриевич
54. Рыжков, Александр Степанович
55. Рылов, Николай Евлампиевич

## С
1. Сабуров, Максим Захарович
2. Савченко, Мария Харитоновна
3. Садовников, Александр Иванович
4. Садовский, Павел Порфирьевич
5. Садыхов, Абульфаз Али оглы
6. Сакварелидзе, Сергей Викторович
7. Саланов, Алексей Михайлович
8. Самедов, Виталий Юнусович
9. Самедов, Кудрат Ашур оглы
10. Самойлов, Илья Карпович
11. Санин, Степан Евдокимович
12. Санько, Иван Федосеевич
13. Сапогов, Борис Алексеевич
14. Сараев, Фёдор Трифонович
15. Сатулганов, Нурий
16. Сафаралиев, Рустам Касум оглы
17. Сафронов, Иван Петрович
18. Сахненко, Валентин Миронович
19. Сачков, Василий Владимирович
20. Свешникова, Мария Ивановна
21. Свириденко, Иван Яковлевич
22. Себин, Иван Сергеевич
23. Севастьянов, Михаил Михайлович
24. Северова, Зинаида Васильевна
25. Северьянова, Анна Алексеевна
26. Седалов, Дмитрий Елизарович
27. Селищев, Афанасий Игнатьевич
28. Семеничев, Пётр Иванович
29. Семёнов, Василий Викторович
30. Семёнов, Михаил Георгиевич
31. Семёнов, Сергей Григорьевич
32. Семенюк, Александр Иустинович
33. Сёмин, Алексей Владимирович
34. Семинский, Виталий Куприанович
35. Сенаторов, Александр Сергеевич
36. Сенин, Иван Семёнович
37. Сенников, Аркадий Андреевич
38. Сергеева, Клавдия Ивановна
39. Сердюк, Зиновий Тимофеевич
40. Сериков, Аким
41. Серков, Евгений Васильевич
42. Сидельников, Николай Васильевич
43. Сидоров, Аким Андреевич
44. Сидорова, Анна Павловна
45. Сикорский, Сергей Иванович
46. Силкин, Александр Степанович
47. Симак, Евгений Петрович
48. Синица, Михаил Сафронович
49. Синицын, Иван Флегонтович
50. Сиренко, Алексей Егорович
51. Ситков, Александр Петрович
52. Ситнянский, Дмитрий Федосеевич
53. Скворцов, Иван Александрович
54. Скляднев, Михаил Михайлович
55. Скорнякова, Мария Тимофеевна
56. Скрибачилин, Борис Игнатьевич
57. Скрябин, Владимир Владимирович
58. Скулков, Игорь Петрович
59. Слайковский, Захар Филиппович
60. Слободянюк, Маркиян Сергеевич
61. Смеляков, Николай Николаевич
62. Сметанин, Павел Игнатьевич
63. Сметанкин, Иван Евгеньевич
64. Смирнов, Александр Александрович
65. Смирнов, Александр Николаевич
66. Смирнов, Александр Селиверстович
67. Смирнов, Виктор Иванович
68. Смирнов, Дмитрий Григорьевич
69. Смирнов, Николай Иванович
70. Смольцовников, Николай Иосифович
71. Смородин, Григорий Иванович
72. Снечкус, Антанас Юозович
73. Собенин, Аркадий Иванович
74. Соболева, Елена Ивановна
75. Советкина, Наталья Андреевна
76. Соколов, Алексей Гаврилович
77. Соколов, Алексей Григорьевич
78. Соколов, Евгений Степанович
79. Соколов, Иван Михайлович
80. Соколов, Леонид Петрович
81. Соколов, Сергей Алексеевич
82. Соколова, Анна Николаевна
83. Соколовский, Василий Данилович
84. Соловей, Улита Афанасьевна
85. Соловьёв, Владимир Денисович
86. Соловьёв, Иван Трофимович
87. Соловьёв, Пётр Николаевич
88. Солодкая, Зоя Ивановна
89. Сомов, Иван Алексеевич
90. Сорока, Николай Иванович
91. Сорокин, Василий Васильевич
92. Сорокин, Иван Алексеевич
93. Сорокин, Илья Васильевич
94. Сорокин, Константин Леонтьевич
95. Сорочан, Евгения Григорьевна
96. Сотников, Гавриил Григорьевич
97. Спивак, Марк Сидорович
98. Спиридонов, Алексей Михайлович
99. Споров, Вячеслав Яковлевич
100. Стафийчук, Иван Иосифович
101. Стахурский, Михаил Михайлович
102. Степаненко, Александр Тихонович
103. Степаненко, Александр Трофимович
104. Степанов, Виктор Павлович
105. Степикова, Клавдия Васильевна
106. Степичев, Василий Васильевич
107. Степкин, Василий Фёдорович
108. Степченко, Фёдор Петрович
109. Стеценко, Степан Емельянович
110. Сторонкин, Алексей Васильевич
111. Стратиенко, Пётр Никитович
112. Струев, Александр Иванович
113. Ступенко, Василий Иванович
114. Ступников, Михаил Максимович
115. Субботин, Александр Александрович
116. Суворов, Дмитрий Александрович
117. Судейко, Степан Владимирович
118. Суеркулов, Абды
119. Суетин, Михаил Сергеевич
120. Сунгуров, Виктор Васильевич
121. Суразаков, Сазон Саймович
122. Суркин, Николай Прокофьевич
123. Сусайков, Иван Захарович
124. Суслов, Виктор Максимович
125. Суслов, Михаил Андреевич
126. Суханов, Фёдор Гаврилович
127. Сухарников, Константин Васильевич
128. Сухиашвили, Константин Давидович
129. Сухоруков, Александр Иванович
130. Сысоев, Пётр Петрович
131. Сычёв, Иван Фёдорович

## Т
1. Табатчиков, Андрей Афанасьевич
2. Тагиев, Насирбек
3. Тагирова, Зугра Ахметовна
4. Тайбеков, Елубай Базимович
5. Тарасов, Александр Николаевич[прояснить]
6. Тарасов, Кузьма Кириллович
7. Тарасов, Михаил Петрович
8. Тарасов, Степан Никонович
9. Таратынов, Александр Михайлович
10. Татаринцев, Николай Афанасьевич
11. Твалчрелидзе, Георгий Григорьевич
12. Твердоступ, Анастасия Николаевна
13. Тебеньков, Леонид Александрович
14. Тевосян, Иван Фёдорович
15. Темерешев, Пётр Иванович
16. Теперский, Павел Михайлович
17. Терехов, Андрей Гаврилович
18. Тимашова, Матрёна Фёдоровна
19. Тимошенко, Семён Константинович
20. Титаренко, Алексей Антонович
21. Титаренко, Елена Алексеевна
22. Титов, Алексей Харитонович
23. Титов, Виталий Николаевич
24. Титов, Павел Иванович
25. Титов, Фёдор Егорович
26. Тихонов, Борис Сергеевич
27. Тихонов, Иван Матвеевич
28. Тищенко, Сергей Илларионович
29. Ткачёв, Михаил Павлович
30. Ткаченко, Григорий Амвросиевич
31. Ткачук, Марк Яковлевич
32. Тлостанов, Калимет Тутович
33. Товстановский, Дмитрий Павлович
34. Тойгомбаев, Джаманкул
35. Тока, Салчак Колбакхорекович
36. Третьяков, Константин Павлович
37. Третьякова, Елена Ивановна
38. Трофимов, Иван Дмитриевич
39. Трофимов, Константин Васильевич
40. Трунов, Владимир Георгиевич
41. Трусов, Константин Ананьевич
42. Трухин, Пётр Михайлович
43. Тузов, Михаил Петрович
44. Тульчинская, Вера Петровна
45. Тур, Иван Петрович
46. Тургунбаев, Халдарбек
47. Турленко, Василий Ильич
48. Туряница, Иван Иванович
49. Тышков, Ростислав Александрович
50. Тюнин, Сократ Николаевич
51. Тябут, Дмитрий Васильевич

## У
1. Удалова, Нина Матвеевна
2. Ужев, Павел Фёдорович
3. Умняшкин, Дмитрий Яковлевич
4. Уранов, Владимир Иванович
5. Усков, Анатолий Павлович
6. Устинов, Алексей Фёдорович
7. Устинов, Владимир Иванович
8. Уткин, Пётр Флегонтович

## Ф
1. Фалалеев, Николай Георгиевич
2. Фатигаров, Александр Семёнович
3. Фатыхов, Закир Фатыхович
4. Фёдоров, Александр Григорьевич
5. Фёдоров, Александр Иванович
6. Фёдоров, Александр Фёдорович
7. Фёдоров, Анатолий Алексеевич
8. Фёдоров, Сергей Яковлевич
9. Федотов, Николай Георгиевич
10. Федянин, Иван Прокопьевич
11. Ферин, Михаил Алексеевич
12. Филатов, Василий Степанович
13. Филимонов, Александр Константинович
14. Филиппенко, Николай Михайлович
15. Филиппов, Михаил Михайлович
16. Фирсов, Василий Никифорович
17. Фисун, Евгения Михайловна
18. Фитин, Павел Михайлович
19. Фокеев, Евгений Иванович
20. Фокин, Павел Николаевич
21. Фоменко, Пётр Иванович
22. Форш, Анатолий Фёдорович
23. Фролов, Василий Семёнович
24. Фурцева, Екатерина Алексеевна

## Х
1. Хабибуллина, Рабига Хисматовна
2. Хадиева, Закира Муллагалямовна
3. Халдеев, Михаил Иванович
4. Харин, Пётр Романович
5. Харламов, Николай Михайлович
6. Хатанзеева, Антонина Петровна
7. Хафизов, Вагиз Хафизович
8. Хахалов, Александр Уладаевич
9. Хватов, Николай Александрович
10. Хворостухин, Алексей Иванович
11. Хирт, Павел Васильевич
12. Хитров, Степан Дмитриевич
13. Ходакова, Мария Андриановна
14. Холодков, Михаил Николаевич
15. Холостяков, Георгий Никитич
16. Хорошовин, Борис Петрович
17. Хорьков, Григорий Васильевич
18. Хохлов, Иван Сергеевич
19. Хохлов, Кузьма Матвеевич
20. Храбров, Сергей Евграфович
21. Хрищанович, Александр Степанович
22. Хруничев, Михаил Васильевич
23. Хрусталёва, Марина Викторовна
24. Хубаев, Геннадий Александрович

## Ц
1. Цветкова, Вера Семёновна
2. Церетели, Шалва Отарович
3. Цесарский, Виктор Прохорович
4. Цинцабадзе, Григорий Наевич
5. Цихистави, Михаил Давидович
6. Цуканов, Константин Николаевич
7. Цховребашвили, Владимир Гедеванович
8. Цыбулько, Владимир Михайлович
9. Цыремпилон, Доржи Цыремпилович

## Ч
1. Чабаненко, Андрей Трофимович
2. Чабанов, Фёдор Васильевич
3. Чагров, Терентий Алексеевич
4. Чекалов, Владимир Яковлевич
5. Челищева, Ольга Алексеевна
6. Чеплаков, Пётр Фёдорович
7. Черкасов, Николай Константинович
8. Чёрненький, Николай Назарьевич
9. Чернов, Илья Иванович
10. Черноусов, Борис Николаевич
11. Чернышёв, Василий Ефимович
12. Чернышёв, Владимир Васильевич
13. Чернышов, Марк Антонович
14. Чернышов, Григорий Фёдорович
15. Чернявский, Александр Филиппович
16. Чечёткин, Роман Михайлович
17. Чистяков, Иван Михайлович
18. Чубучный, Владимир Никифорович
19. Чудесов, Александр Фёдорович
20. Чуйко, Константин Маркович
21. Чуйков, Василий Иванович
22. Чумаков, Иван Васильевич
23. Чурин, Игнатий Лукич
24. Чуркин, Василий Нестерович
25. Чурсинов, Иван Иванович
26. Чучев, Григорий Алексеевич
27. Чхубианишвили, Захарий Николаевич

## Ш
1. Шапошников, Алексей Александрович
2. Шаталин, Сергей Николаевич
3. Шатилов, Василий Митрофанович
4. Шатилов, Иван Андреевич
5. Шафранов, Пётр Григорьевич
6. Шаханов, Василий Максимович
7. Шахшин, Мусатай
8. Шацкий, Иван Петрович
9. Шаяхметов, Жумабай
10. Шевель, Георгий Георгиевич
11. Шевляков, Устин Петрович
12. Шевченко, Владимир Васильевич
13. Шевченко, Сергей Васильевич
14. Шевчук, Григорий Иванович
15. Шевяков, Константин Сергеевич
16. Шелепин, Александр Николаевич
17. Шепелёв, Алексей Иванович
18. Шепилов, Василий Тимофеевич
19. Шестаков, Михаил Ильич
20. Шибаев, Алексей Иванович
21. Ширинский, Николай Афанасьевич
22. Ширшова, Зоя Ивановна
23. Шитиков, Алексей Павлович
24. Шиченкова, Мария Ивановна
25. Шишкин, Зиновий Тимофеевич
26. Шкарбан, Иван Григорьевич
27. Шкирятов, Матвей Фёдорович
28. Школьников, Алексей Михайлович
29. Шкурко, Евгений Павлович
30. Шмарев, Алексей Тихонович
31. Шолохов, Михаил Александрович
32. Шорина, Анна Павловна
33. Штаборова, Мария Михайловна
34. Шувандина, Таисия Ивановна
35. Шумаускас, Мотеюс Юозович
36. Шумилов, Григорий Николаевич
37. Шумилов, Михаил Степанович
38. Шутова, Нина Тимофеевна

## Щ
1. Щагин, Александр Ильич
2. Щеглов, Афанасий Фёдорович
3. Щеглов, Николай Петрович
4. Щеглова, Лидия Михайловна
5. Щёголева, Наталья Ефимовна
6. Щелаковский, Алексей Варфоломеевич
7. Щербак, Филипп Кузьмич
8. Щербаков, Владимир Иванович
9. Щербань, Михаил Фёдорович
10. Щербина, Алексей Романович
11. Щербицкий, Владимир Васильевич
12. Щетинин, Семён Николаевич
13. Щукина, Ольга Константиновна

## Э
1. Эгнаташвили, Василий Яковлевич
2. Эристов, Виссарион Сардионович

## Ю
1. Юдина, Татьяна Фёдоровна
2. Юмашев, Иван Степанович
3. Юринов, Дмитрий Михайлович

## Я
1. Яворский, Иван Иосифович
2. Яковлев, Александр Григорьевич
3. Яковлев, Иван Дмитриевич
4. Яковлев, Иван Сергеевич
5. Яковлев, Сергей Яковлевич
6. Якубов, Мир Теймур Мир Алекпер оглы
7. Яндринская, Анастасия Николаевна
8. Ярочкин, Иван Васильевич
9. Ярошенко, Александр Ильич
10. Ярошенко, Степан Климентьевич
11. Яснов, Михаил Алексеевич
12. Яшечкин, Филипп Васильевич